# La Iglesuela del Cid
La Iglesuela del Cid es una localidad y municipio de la provincia de Teruel (Aragón, España). Su extensión es de 40,29 km² y tiene una población de 402 habitantes (INE 2020).

## Situación y clima

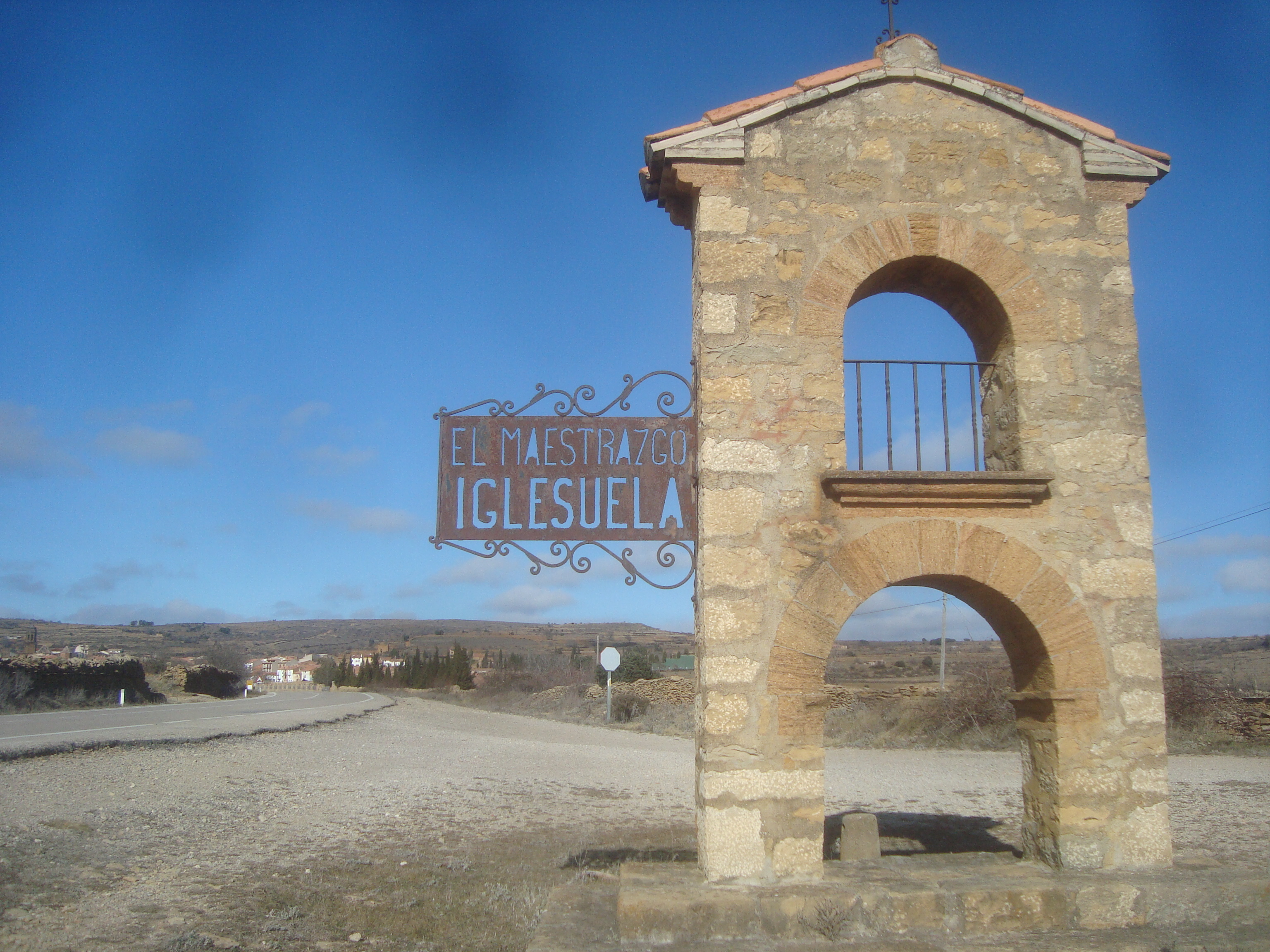
Iglesuela del Cid, Maestrazgo.

La Iglesuela del Cid se encuentra en la comarca del Maestrazgo, limitando con Cantavieja y Mosqueruela en la provincia de Teruel, y con Villafranca del Cid y Portell de Morella en la provincia de Castellón. 
Situada al pie de uno de los múltiples "morrones" a 1227 m sobre el nivel del mar, la población se encuentra atravesada por dos riachuelos que la dividen en dos partes, uno central y dos laterales; en el central se encuentran enclavados los edificios más importantes de la villa, tiene forma de triángulo y es el que estuvo amurallado, con sus cinco portales de acceso constituyendo así lo que fue la villa medieval.
Su temperatura media anual es de 9,5 °C y su precipitación anual de 690 mm.

## Prehistoria y arqueología
Los primeros indicios de población en la comarca de Iglesuela son del comienzo de la Edad de los Metales, momento en el que se ocupan las cuevas de Matutano, Bonifacia y el Puntal del Moro. Los yacimientos encontrados en el término municipal señalan un temprano poblamiento y una gran continuidad de asentamientos posteriores. Los restos encontrados abarcan un amplio arco cronológico que va desde el Neolítico —enterramiento en la cueva de Matutano—, Edad de Bronce —La Molota, Los Cabezos, la cueva del Turcacho y la cueva Bonifacia— y Edad de Hierro I —El Puntal del Moro—.
Sin embargo, el yacimiento más importante es el existente en el cerro de Nuestra Señora del Cid. Corresponde a un poblado de origen ibero, ocupado de manera intensa también durante la época romana. De la primera etapa se conservan restos de la muralla y gran número de viviendas, así como numerosos objetos arqueológicos y dos estelas funerarias; una de ellas, en interior de la ermita, contiene la inscripción «ikonykeiyi ildubelesebas».
De la época romana cabe destacar el conjunto de lápidas funerarias empotradas en las paredes de la ermita, varios relieves con motivos de carácter sacro y elementos arquitectónicos de gran envergadura que denotan la importancia que este núcleo debió de tener en la antigüedad.

## Historia
El origen del asentamiento que hoy conocemos como La Iglesuela es remoto, dado que se tiene noticia de que existía mucho antes de la llegada de los cartagineses, siendo conocida como Athea. Luego conoció diversos nombres, tales como Clesihuela, Egosuilla, Alglisuela, Layguysuela y Delaigleisuela; en 1464, tomó su nombre definitivo, Iglesuela. Más tarde adoptó el añadido «del Cid», por ser este personaje histórico el que se supone que mandó fortificar el pueblo y levantar su castillo.

### Edad Media

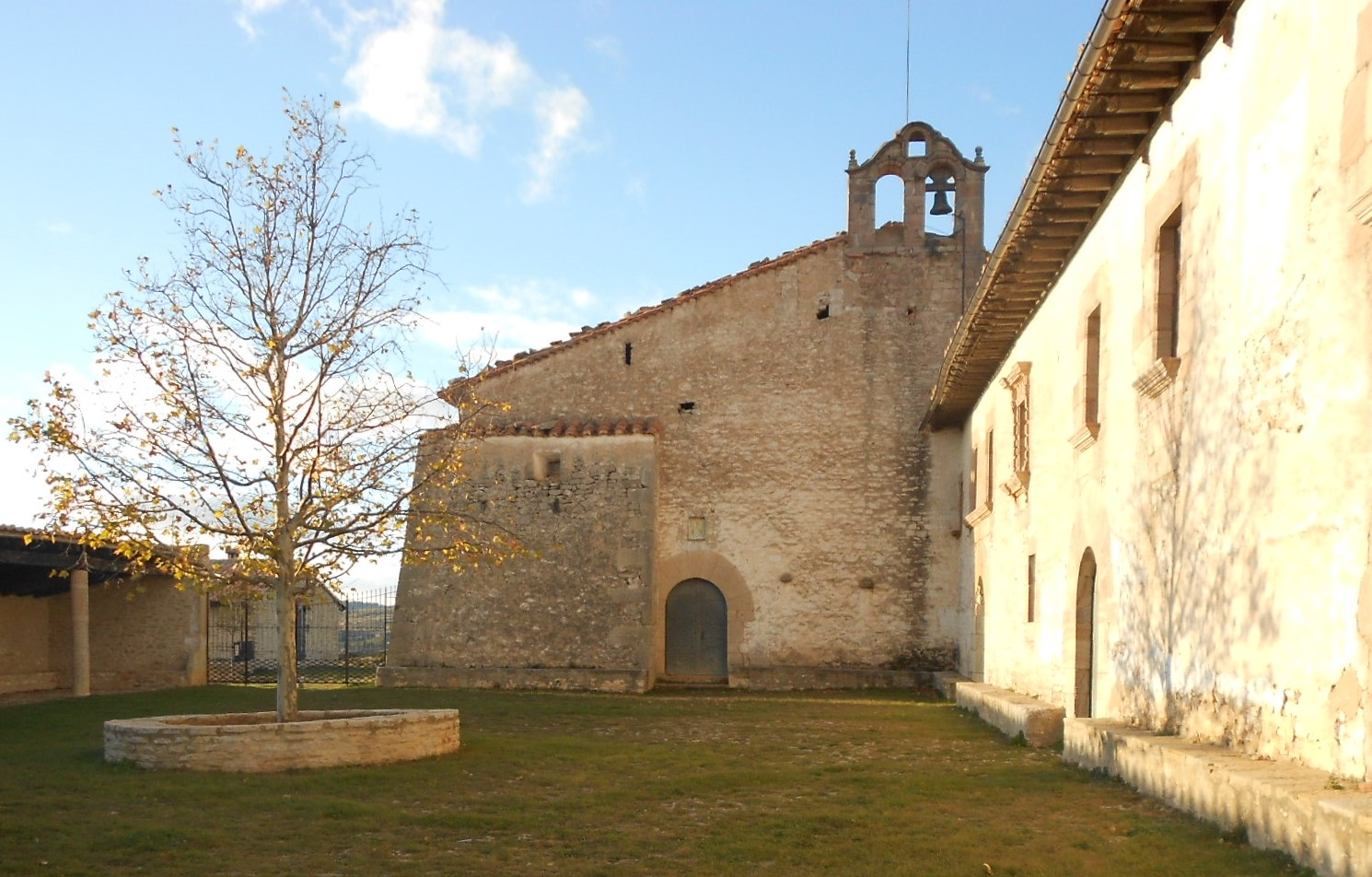
Santuario de la Virgen del Cid. La ermita actual se construyó en 1546 y fue renovada en el

En 1089 el Cid Campeador se asentó en El Poyo del Cid, cerca de Calamocha. En su recorrido hacia Levante, Don Rodrigo pasó por La Iglesuela, hecho al que hacen referencia multitud de topónimos como «Muela del Cid», «Peña del Cid», y el propio Santuario de la Virgen del Cid (Ecclesiam de Cit), que debe su nombre a la devoción de Rodrigo Díaz de Vivar a la talla románica mariana que estuvo allí contenida. Aunque no se han conservado documentos que acrediten el tránsito del caballero castellano por la localidad en el transcurso de alguna de las campañas, son varias las leyendas que reflejan el hecho. La más conocida menciona que, estando extraviado el Cid por estos parajes y enfrentado en desigual batalla contra un ejército musulmán, apareció en su ayuda el Apóstol Santiago, quien socorrió al Cid, dejando la marca de la pezuña de su corcel en la roca de un barranco cercano. Con la muerte del Cid en 1099, la serranía pasó al dominio de los almorávides.
En el siglo XII, en tiempos de la reconquista, La Iglesuela se encomienda a los templarios, formando parte de la que fue la Baylía de Cantavieja. En 1242 se le concede a la villa la carta puebla, a partir de la cual se consolida el núcleo de población, posiblemente con el asentamiento de los templarios, originándose así el primer recinto amurallado. Con la disolución de la Orden del Temple en el siglo XIV, La Iglesuela pasó a manos de la Orden de San Juan del Hospital. En esa época, como consecuencia de la guerra con Castilla, se fundó el hospital para acoger enfermos, heridos y transeúntes. En ese periodo también se construyó la Torre de los Nublos.

### Edad Moderna
A juzgar por los testimonios existentes, La Iglesuela tuvo su momento de esplendor entre los siglos XVI y XVII, prueba de ello son los grandes edificios de la población. Entre otras actuaciones, se reconstruyó y amplió la iglesia de la Purificación.
Síntoma del crecimiento demográfico y económico, fue la aparición de nuevas construcciones extramuros en los márgenes opuestos de los riachuelos —barrios de la Costera y de las Eras— y posteriormente la demolición de tramos de muralla que obstaculizaban el crecimiento urbano.

### sigloXIXy guerras carlistas
Ya en el siglo XIX, el Maestrazgo se convirtió en uno de los principales escenarios de las guerras carlistas. En 1836, el general Ramón Cabrera —conocido como «el Tigre del Maestrazgo»— estableció en la cercana Cantavieja su cuartel general, fortificando la villa. Así, el 23 de julio de 1837, la Expedición Real al frente de Carlos María Isidro de Borbón, hizo su entreda en La Iglesuela. Después de un Te Deum y de ser aclamado por el pueblo, el pretendiente pernoctó en la Casa de Blinque. Al día siguiente, visitó Cantavieja y volvió luego a La Iglesuela. Permaneció en la localidad hasta el 30 de julio, cuando tuvo que salir precipitadamente por la proximidad del ejército del general Oraá.
Después del abrazo de Vergara (agosto de 1839), la situación de los carlistas en el Maestrazgo se fue haciendo cada vez más insostenible. En este contexto, el duque de Ahumada ocupó La Iglesuela del Cid el 3 de mayo de 1840, tras superar una breve escaramuza. Desde allí, el 12 de mayo, llegó y ocupó Cantavieja, abandonada e incendiada por los carlistas. Retornó luego a La Iglesuela, donde le esperaban las tropas del general O'Donnell para proseguir el avance definitivo hacia Morella.
Pascual Madoz, en su Diccionario geográfico-estadístico-histórico de España de 1845, describe a la villa de la siguiente manera: 

Al pie de una elevada montaña en medio de 2 arroyuelos que la dejan aislada... consta de 245 casas generalmente de 3 pisos y de unos 40 palmos de altura; entre ellas las hay de buen aspecto y arreglada arquitectura, casi todas muy sólidas y con buena distribución interior.

A finales de siglo, La Iglesuela del Cid padeció una epidemia de cólera (1885).

### SigloXX

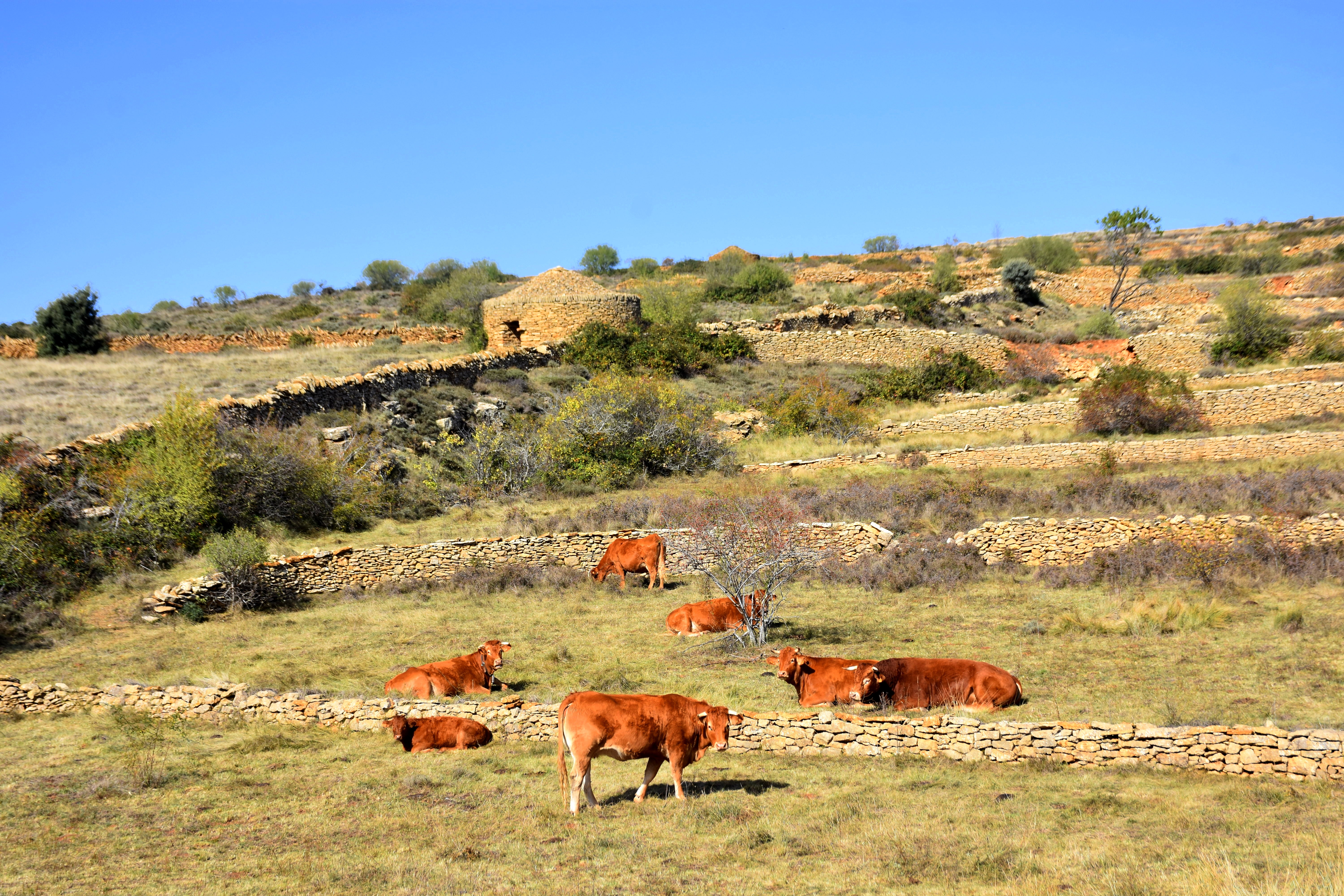
Ganado vacuno en el puerto de las Cabrillas en el

A principios del siglo XX se construyó el Convento de los Paules y la actual carretera que comunica la población con Cantavieja y Mosqueruela, convirtiéndose posteriormente en el principal eje comercial. Por su parte, la Guerra Civil trajo consigo importantes pérdidas en el patrimonio de la villa. La posterior dureza de la posguerra propició la desaparición de numerosas construcciones.

## Demografía
La Iglesuela del Cid cuenta con una población de 377 habitantes (INE 2024).
| Gráfica de evolución demográfica de La Iglesuela del Cid entre 1842 y 2021                                                                                         |
| |
| Población de derecho según los censos de población del INE Población de hecho según los censos de población del INEEn este censo se denominaba Iglesuela, La: 1842 |

A principios del siglo XVIII, la localidad tenía una población estimada de 300 habitantes. Los municipios del Maestrazgo alcanzaron su máxima población entre finales del siglo XIX y principios del siglo XX: en 1910, La Iglesuela contaba con 1360 habitantes. Desde mediados del siglo XX, tiene lugar un éxodo rural que ha implicado una regresión demográfica: 980 habitantes en 1960, 605 habitantes en 1981 y 489 habitantes en 2001. En 2020 la población de la villa era de 402 habitantes.

## Administración y política
| Período   | Alcalde                   | Partido     |  |
| --------- | ------------------------- | ----------- |  |
| 1979-1983 | Fernando Puig Izquierdo   | Ind.        |  |
| 1983-1987 | Rafael Pitarch Martin     | PSOE        |  |
| 1987-1991 | Jesús Miguel Cruz Lorenz  | PP          |  |
| 1991-1995 | Jesús Miguel Cruz Lorenz  | PP          |  |
| 1995-1999 | Jesús Miguel Cruz Lorenz  | PP          |  |
| 1999-2003 | Jesús Miguel Cruz Lorenz  | PP          |  |
| 2003-2007 | Jesús Miguel Cruz Lorenz  | PP          |  |
| 2007-2011 | Inmaculada Artola Monfort | PAR         |  |
| 2007-2011 | Inés Traver Roda          | PP          |  |
| 2011-2015 | Fernando Safont Alcón     | PSOE-Aragón |  |
| 2015-2019 | Fernando Safont Alcón     | PSOE-Aragón |  |
| 2019-2023 | Fernando Safont Alcón     | PSOE-Aragón |  |

| Partido político    | Partido político                                   | 2003   | 2007   | 2011   | 2015   | 2019   |
| Partido político    | Partido político                                   | Ediles | Ediles | Ediles | Ediles | Ediles |
|                     | Partido de los Socialistas de Aragón (PSOE-Aragón) | 3      | 2      | 3      | 5      | 5      |
|                     | Partido Popular de Aragón (PP)                     | 4      | 3      | 3      | 2      | 2      |
|                     | Partido Aragonés (PAR)                             | —      | 2      | 1      | 0      | 0      |
| Total de concejales | Total de concejales                                | 7      | 7      | 7      | 7      | 7      |

## Patrimonio

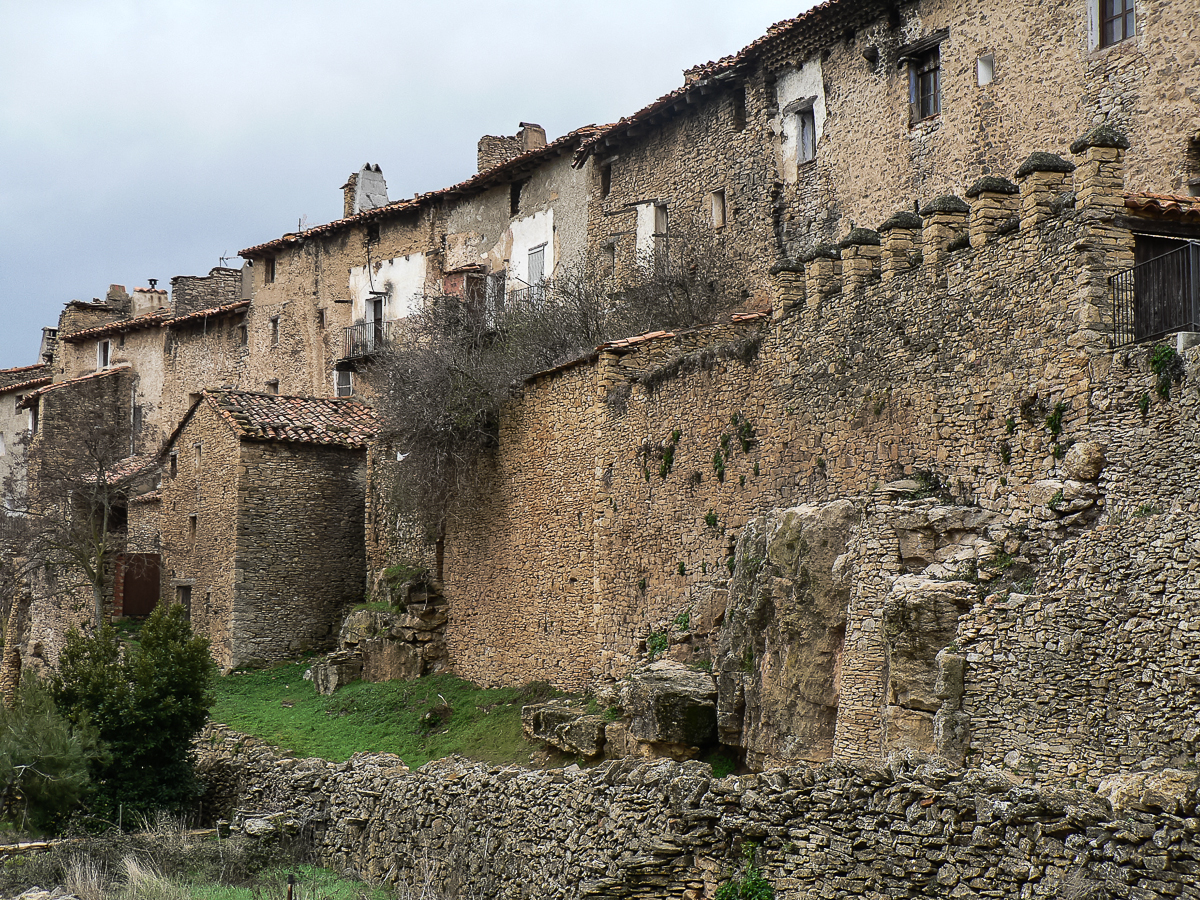
Restos de las murallas de la villa.

El casco antiguo del municipio fue declarado Bien de Interés Cultural en 1982 por conservar importantes edificios, civiles y religiosos, ejemplares de la arquitectura realizada en Aragón desde la Edad Media.

### Patrimonio religioso

#### Iglesia de la Purificación

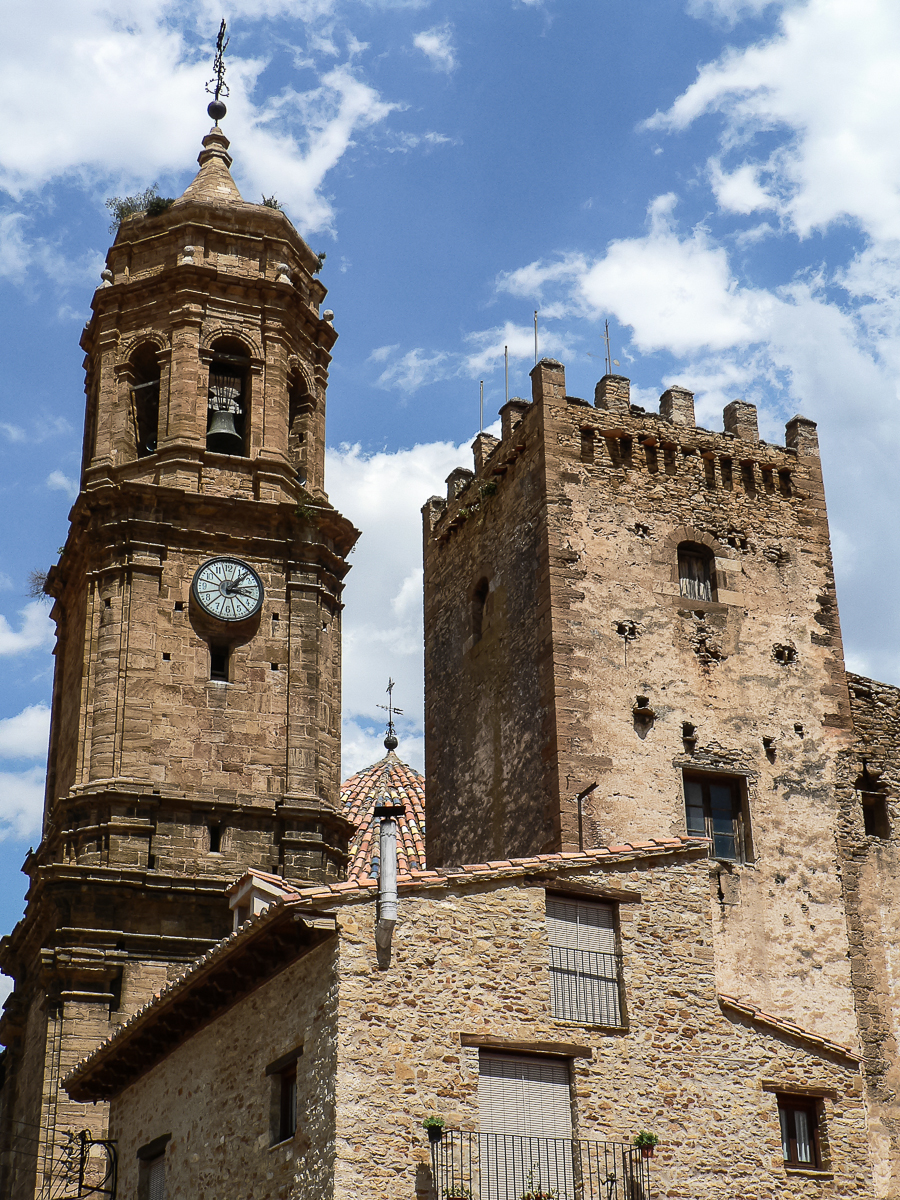
Iglesia de la Purificación, templo del

La iglesia parroquial es un templo del siglo XVII construido sobre una iglesia gótica anterior. De la primitiva iglesia sólo quedan las bóvedas de la nave central y el ábside poligonal. La actual cabecera barroca se construyó invirtiendo la orientación, a los pies de la antigua iglesia. El crucero se cubre con una amplia cúpula sobre pechinas realizada en ladrillo. La torre, adosada a la cabecera barroca, tiene tres cuerpos cuadrados, el último octogonal con un vado a cada lado, toda ella en piedra de sillería. El conjunto se completa con una armoniosa portada plateresca en arco de medio punto con columnas adosadas. Algunas de las capillas de la iglesia fueron financiadas por ricas familias de La Iglesuela como los Aliaga o los Matutano.

#### Santuario de la Virgen del Cid
Es un santuario dedicado al culto a la Virgen semejante a otros que proliferan en la zona, tales como la Virgen de la Zarza en Aliaga o Nuestra Señora de la Estrella en Mosqueruela. Eran centros de peregrinación y en determinadas festividades eran objeto de romerías de las gentes de los pueblos cercanos. La devoción a la Virgen del Cid se remonta al suceso de un hecho milagroso que aconteció en la Edad Media. Al igual que otros santuarios de la zona, la ermita se levanta en el lugar donde la imagen tallada de la Virgen se apareció a un pastor. La imagen de la Virgen del Cid, atribuida al siglo XII, se encuentra custodiada y en buen estado de conservación, pudiéndose ver una reproducción en la iglesia parroquial. Se la llama «del Cid» porque, según cuenta la tradición, el Campeador la visitó en varias ocasiones.
La ermita actual se construyó en 1546 y fue renovada en el siglo XVIII. Se erige en un escarpado donde existió un antiguo poblado íbero, reutilizándose algunas de sus lápidas en la construcción de la ermita, que pueden ser observadas en los muros exteriores. Para acoger a los peregrinos y romeros, junto a la iglesia hay una hospedería que cuenta con horno, casa del ermitaño y varias estancias que se repartían entre las autoridades de cada pueblo que asistía a la celebración.

#### Otros edificios religiosos
La ermita de Loreto tiene una sola nave con un atrio sostenido por columnas de sillería; se edificó en 1685 en mampostería encalada y sillería, y es de planta casi cuadrada cubierta con bóveda de arista. La ermita de San Roque es una pequeña construcción del siglo XVIII. Ambas están en el interior del Calvario, recinto en forma trapezoidal que contiene dos series de peirones con las catorce estaciones del Vía Crucis.

### Patrimonio civil

#### Ayuntamiento

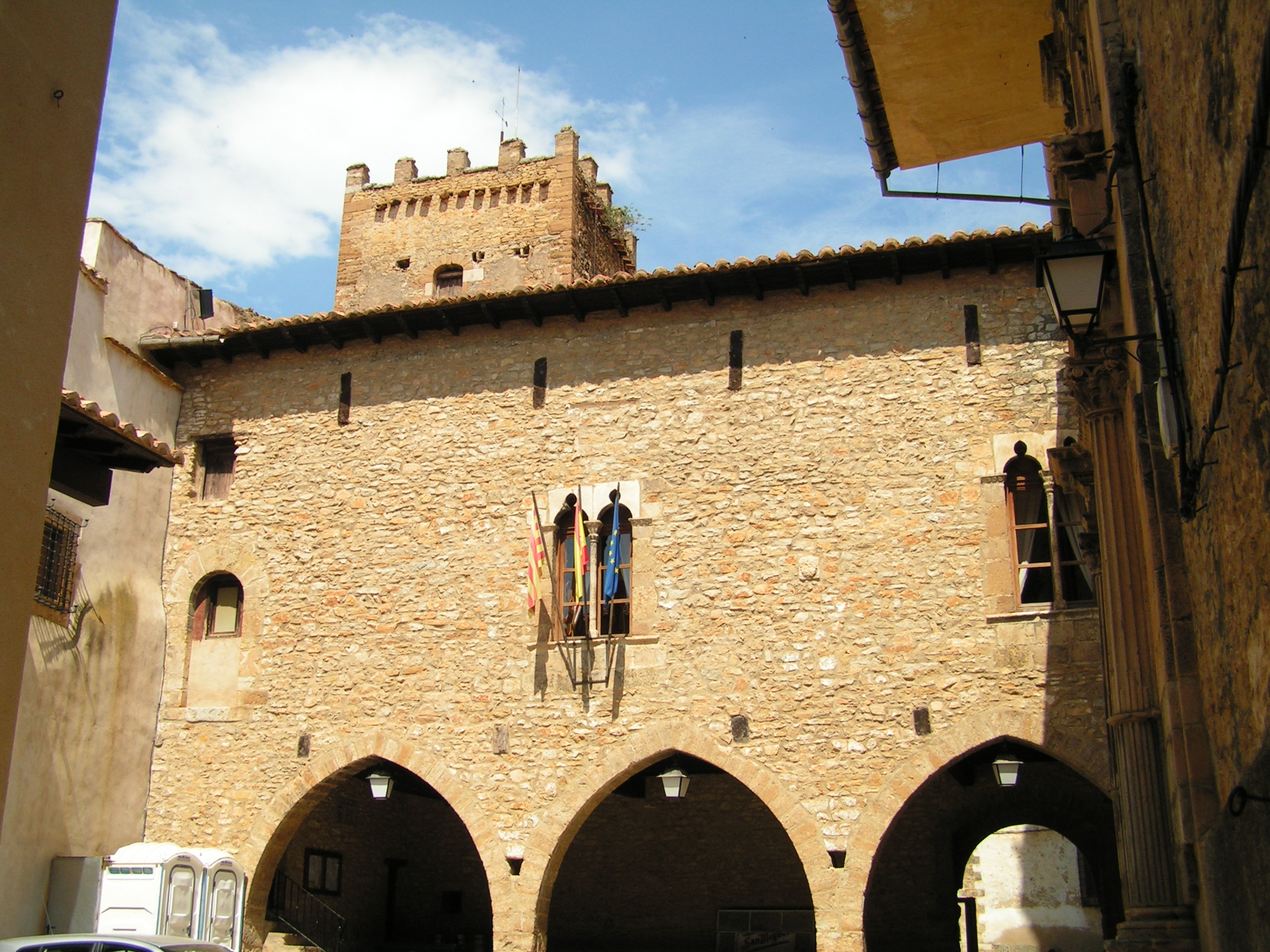
Ayuntamiento de La Iglesuela del Cid.

El Ayuntamiento y la torre del castillo forman hoy día un bloque unitario, adosado a la iglesia en sentido perpendicular. Tanto la torre como las mazmorras del viejo castillo templario sirven de dependencias al actual Ayuntamiento. La torre, conocida como Torreón de los Nublos, está construida en mampostería y sillería para las esquinas y se remata con almenas que le confieren aspecto defensivo. Al interior, se divide en tres pisos que conservan sus bóvedas de crucería originales. Por lo que se refiere al edificio municipal, de cronología bastante incierta —probablemente del último tercio del siglo XV o principios del XVI—, exhibe una sobria fachada, con un pórtico formado por tres arcos apuntados y dos ventanas ajimezadas góticas. Interiormente llama la atención el salón de sesiones por su austera techumbre.

#### Portal de San Pablo
El Portal de San Pablo corresponde a un antiguo arco de la muralla que poseía la ciudad. Todavía conserva los goznes para insertar los batientes de madera. Era una costumbre muy común en la zona el reutilizar los antiguos arcos de muralla que habían perdido su función defensiva cobrando una nueva función religiosa. En la cara intramuros de este portal de San Pablo hay un cuerpo superior encalado, con hornacina entre pilastras con la imagen del Apóstol. Tiene un alero de madera decorado, con cartela central, que reza: «S. Pablo A. Año 1721».

#### Otros edificios civiles

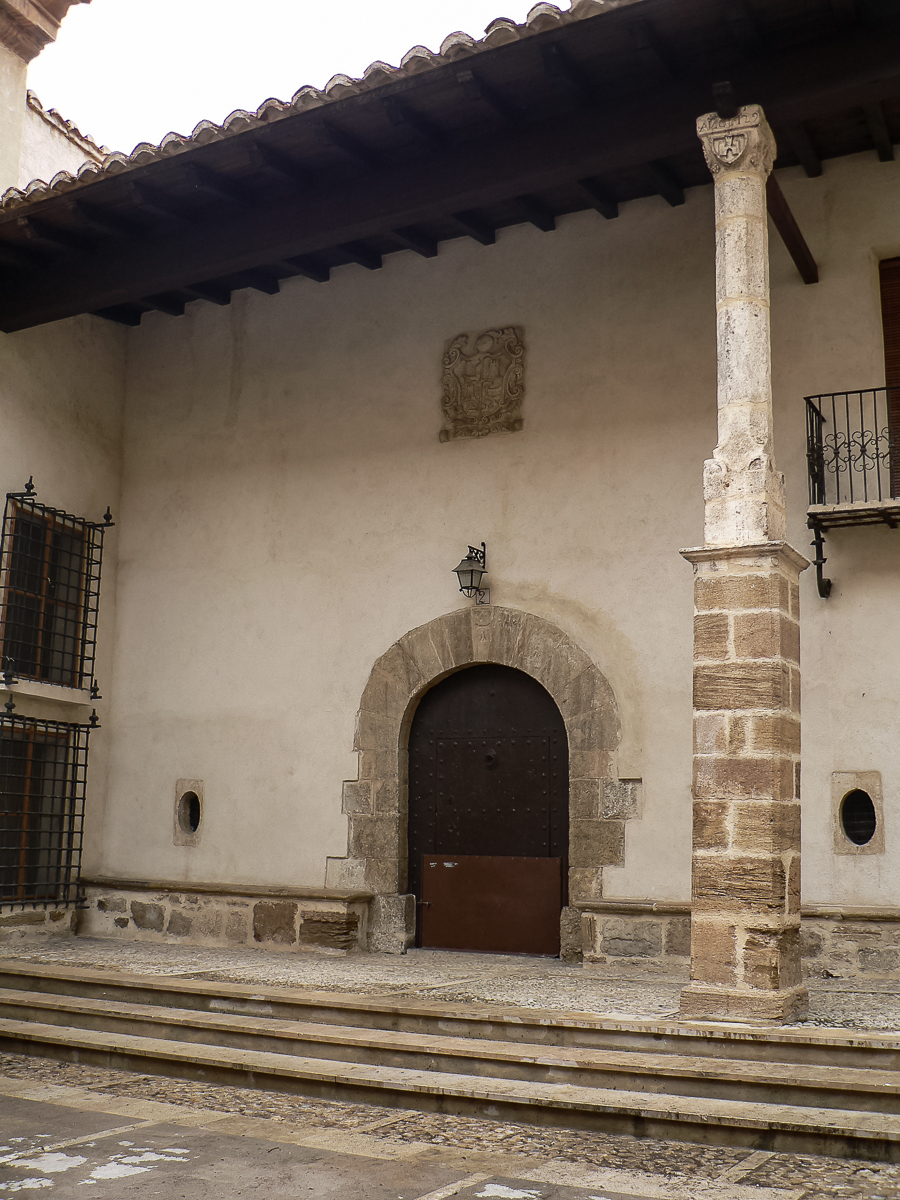
Casa de Blinque, cuyo pórtico se apoya en una única columna.

Frente a la iglesia se encuentra la Casa de Blinque, donde destaca el arco de sillería de medio punto, el cual presenta en su dovela central el «tau», emblema de la Orden del Temple. La fachada está protegida por un singular pórtico apoyado en un pilar cuadrangular, el cual, aunque fechado en 1729, puede ser mucho más antiguo, posiblemente entre románico y gótico. La fachada, de mampostería revocada, presenta dos óculos de piedra en el semisótano y ventanas y balcones con rejería de forja de carácter plateresco.
El lado este de la plaza lo ocupa el Palacio Matutano-Daudén, cuya fachada se exhibe en la calle Ondevilla. La sobriedad exterior no refleja la riqueza interior, considerándose una joya la doble escalera monumental con barandilla en celosía tan típica del Maestrazgo en las construcciones señoriales del siglo XVIII. La última remodelación que ha sufrido la ha convertido en Hospedería de Aragón.
Frente a la Hospedería, se emplaza la mansión de la familia de los Daudén, conocida como Casa de las Notarias, que destaca por su pureza estilística y sus proporciones. En la planta baja hay una ventana rectangular con espléndida reja datada en 1568, que cierra junto a ella la puerta de sillería con dovelas.
Saliendo de la fortificación medieval, y continuando por la calle de San Pablo, se localizan los palacios renacentistas de Aliaga y Guijarro. 
Finalmente, en la calle Mayor se ubican el Palacio Agramunt, de arquitectura barroca, así como la artesanía textil Puig, último taller artesano de la provincia de Teruel.

### Patrimonio cultural
La arquitectura de piedra seca de La Iglesuela del Cid, visible en la totalidad del término municipal, ha sido declarada Bien de Interés Cultural en 2002. La técnica constructiva de la piedra seca ha sido utilizada en el mundo mediterráneo desde la Prehistoria hasta nuestros días en construcciones de variada tipología. La piedra seca se consigue mediante la superposición de piedras sin unión de argamasa. Con esta técnica se levantan casas que pueden medir hasta 10 m de diámetro, sin que existan estructuras de fijación. En origen sirvieron como refugio a campesinos y pastores, pero también se usaron como establos o almacenes agrícolas.
En La Iglesuela se pueden observar, por una parte, muros secos de losas calizas que, con interesantes peculiaridades constructivas, han servido para mantener el ganado alejado de los campos parcelados así como para delimitar fincas y caminos; por otra parte, hay centenares de cabañas redondeadas, llamadas «casas ibéricas» y que, elaboradas con el mismo material, servían de refugio a campesinos de pequeños establos y como de almacén de equipos agrícolas. Estas últimas son exclusivas de la región del Maestrazgo.

## Fiestas
- La fiesta de San Antonio se celebra el día 17 de enero.
- El Cid de mayo tiene lugar el 27 de mayo.
- La fiesta de los santos patrones, en honor a San Abdón y San Senén, es el 1 de agosto.
- La Natividad de la Virgen se celebra el 8 de septiembre.

## Personas destacadas
- Bernardo Miralles (1731-1770). Compositor y maestro de capilla.
- Joaquín Vidal Martí (n. 1957). Ceramista, cuyas obras evocan el pasado y la arqueología.